# 北苑路北駅
北苑路北駅（ほくえんろきたえき）は中華人民共和国北京市朝陽区に位置する北京地下鉄5号線の駅である。

## 歴史
- 2007年10月7日 - 開業。

## 駅構造

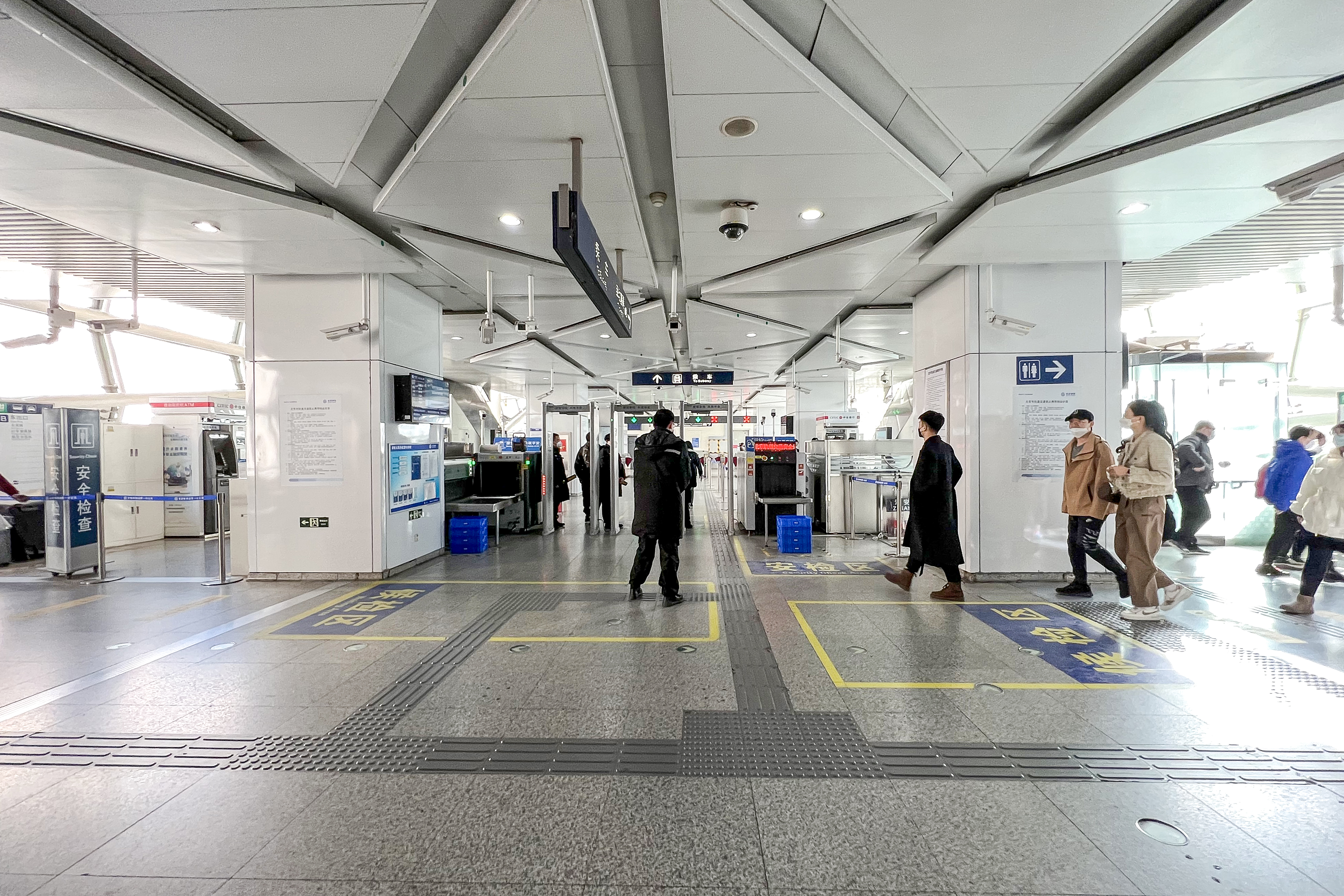
コンコース階

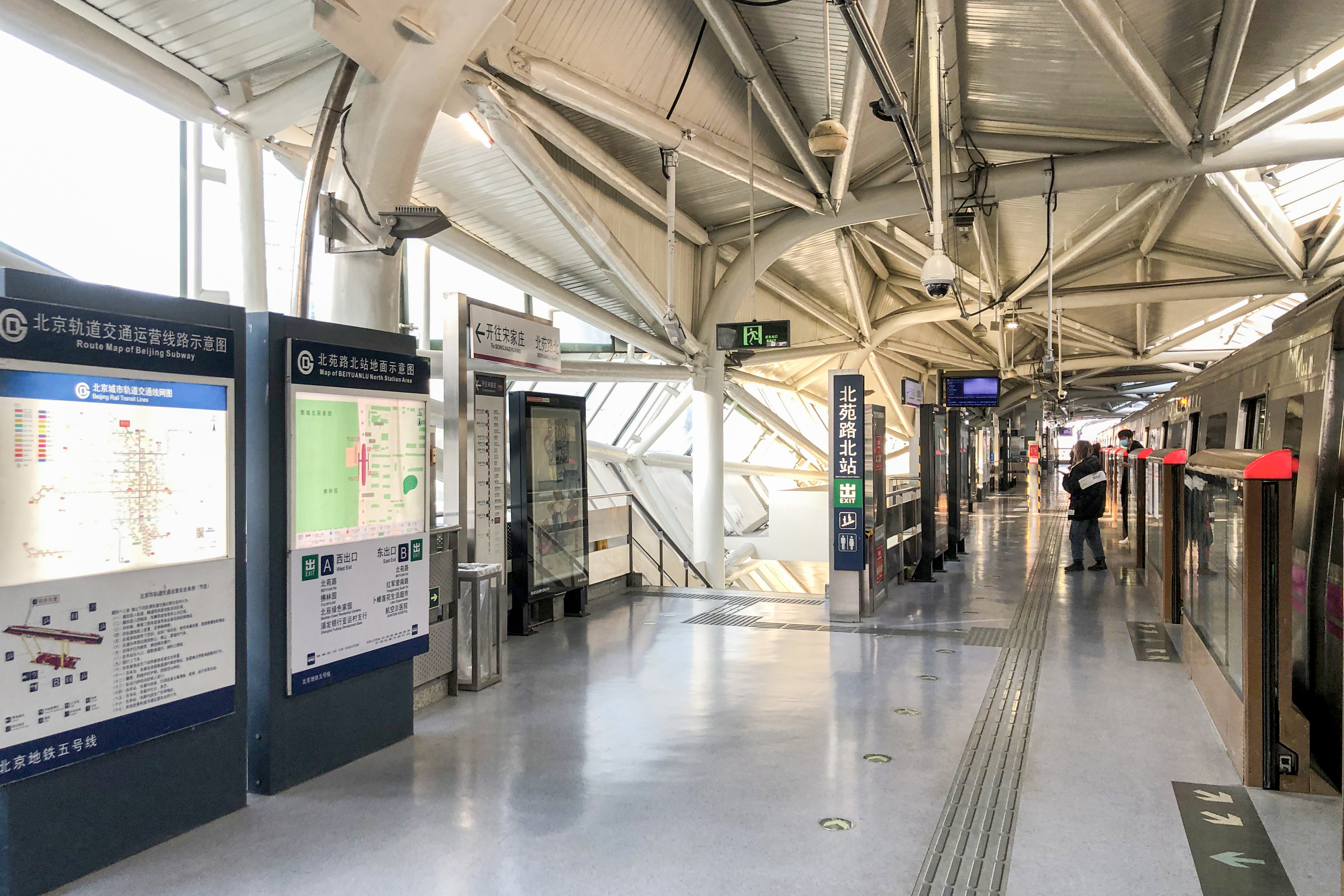
南行きホーム

相対式ホーム2面2線を有する高架駅。ホームドア設置。
| 5号線ホーム | 相対式ホーム        |
| 5号線ホーム | ←5号線 宋家荘方面   |
| 5号線ホーム | 5号線 天通苑北方面→ |
| 5号線ホーム | 相対式ホーム        |

## 駅周辺
- 民机賓館
- 仏林園
- 北辰緑色家園
- 上品+ 奥運村店

### バス路線
- 141 世代荘園北站-宋家荘バスターミナル
- 319 南七家-大運村バスターミナル
- 620 新街口豁口-天通北苑
- 415 慧忠里-孫河バスターミナル
- 430 地壇西門-東沙各荘バスターミナル
- 464 和平東橋-回南家園
- 466 地下鉄北苑駅-中関村南
- 484 北医三院-地下鉄北苑駅
- 569 北京会議中心-小営バスターミナル
- 593 環行鉄道-地下鉄北苑路北駅
- 596 清河営バスターミナル-国際展覧中心
- 617 来広営北-地鉄生命科学園駅西
- 695 動物園バスターミナル-時代荘園北駅
- 653 北苑家園-地下鉄海淀五路居駅
- 905 双興苑バスターミナル-地鉄望京西駅
- 夜26 和平東橋-天通北苑
- 快速直達專線183 和平東橋-地下鉄北苑路北駅
- 專37 地下鉄北苑路北駅-来広営西橋東
- 專120 地下鉄北苑路北駅-龍祥家園

## 隣の駅
北京地下鉄
■5号線
立水橋南駅 - 北苑路北駅 - 大屯路東駅